# Estación Miraflores
Miraflores es una estación ubicada en la comuna chilena de Longaví, en la Provincia de Linares, Región del Maule. Fue construida junto con la unión del FC Talcahuano - Chillán y Angol con el FC Santiago - Curicó, a fines del siglo XIX. Luego pasa a formar parte de la Red Sur de los Ferrocarriles del Estado, y es parte del Troncal Sur, ubicada en el km 309. No contempla detención de servicios de pasajeros y posee oficina de control del tráfico de EFE para los servicios de carga y de pasajeros.

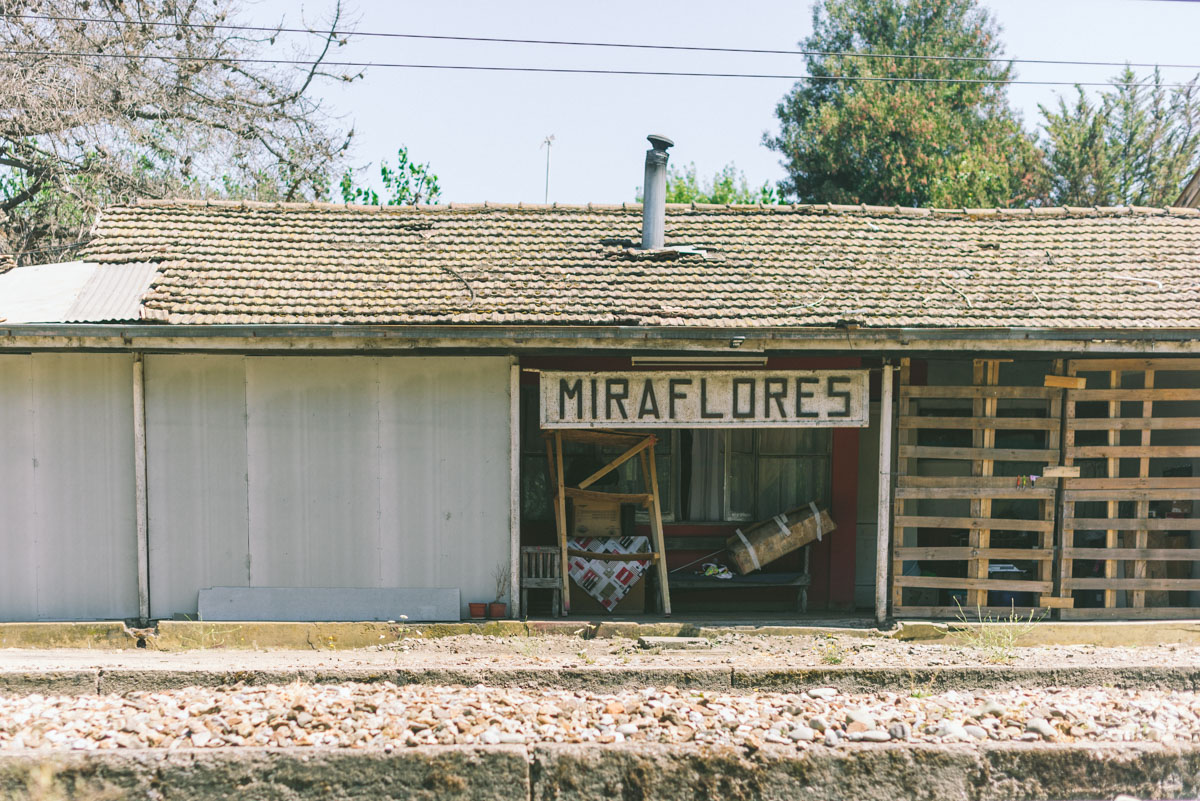